# بادي ماكسويل
بادي ماكسويل (بالإنجليزية: Paddy Maxwell)‏ هو سياسي بريطاني (وحمل سابقاً جنسية المملكة المتحدة لبريطانيا العظمى وأيرلندا)، ولد في 12 مارس 1909، وتوفي في 15 ديسمبر 1991. انتخب عضو برلمان أيرلندا الشمالية.